# Serra Grossa (Aitona)
El Serra Grossa és una muntanya i un serra a la vegada, de 315 metres que es troba al municipi d'Aitona, a la comarca catalana del Segrià.
Al cim podem hi ha el vèrtex geodèsic número 250124001.